# Bundesstraße 82
De Bundesstraße 82 (ook wel B82) is een bundesstraße in de Duitse deelstaat  Nedersaksen.
De B82 begint bij Rhüden, gem. Seesen en loopt langs de steden Langelsheim en Goslar naar Schöningen. De B82 is ongeveer 79 km lang.

## Routebeschrijving
De B82 begint bij de afrit Rhüden aan de A7 men komt langs Hahausen waar de B248 kruist, langs Langelsheim naar de stad Goslar, aan de rand van de Harz. Hier loopt de B82 over zowel door de stad als via een stukje B6 langs de stad. Bij afrit Goslar splitst de B82 van de B6 af en kruist deze ook, waarna de B82 in noordoostelijke richting voert.
Vervanging
Tussen afrit Schladen-Süd en afrit Scladen-Nord is de B82 vervangen door de A36.
Voortzetting
Vanaf afrit Schladen-Nord loopt B82 door Schladen, Semmenstedt waar ze samenloopt met de B79 en Schöppenstedt naar Schöningen waar ze eindigt op de B244.
B1 · B3 · B3n · B4 · B5 · B6 · B6n · B27 · B51 · B61 · B64 · B65 · B68 · B69 · B70 · B71 · B72 · B73 · B74 · B74n · B75 · B79 · B80 · B82 · B83 · B188 · B190n · B191 · B195 · B207 · B209 · B210 · B211 · B212 · B213 · B214 · B215 · B216 · B217 · B218 · B238 · B239 · B240 · B241 · B242 · B243 · B243a · B244 · B245a · B247 · B248 · B322 · B401 · B402 · B403 · B404 · B408 · B431 · B433 · B434 · B435 · B436 · B437 · B438 · B439 · B440 · B441 · B442 · B443 · B444 · B445 · B446 · B447 · B461 · B475 · B482 · B490 · B493 · B494 · B495 · B496 · B497 · B524 · B530